# مجلة تاريخ المرأة
مجلة تاريخ المرأة هي مجلة أكاديمية تأسست عام 1989. ولقد كانت المجلة الأولى المخصصة بشكل حصري لتناول الحديث عن تاريخ المرأة على المستوى الدولي، وتستكشف هذه المجلة وجهات النظر المتعددة لـ الأنثوية بدلًا من الترويج لتبني نموذجًاواحدًاموحدًا. وتقبل المجلة كافة المقالات من كافة الفترات الزمنية والمناطق الجغرافية مستكشفةً موضوعات ذات صلة بالمرأة والنوع الاجتماعي والحياة الجنسية والحركات النسوية، وتنشر هذه المجلة كل ثلاثة أشهر، وتتولى مطبعة جامعة جونز هوبكنز مهمة طباعتها، وبلغت درجة توزيع هذه المجلة 684 ووصل متوسط طول الإصدار 200 صفحة.
انتقل مقر لجنة تاريخ المرأة من جامعة إلينوي إلى جامعة بينغهامتون في يونيو 2010. وفي جامعة بينغهامتون، يتولى رئاسة تحرير المجلة الأستاذة جين كواتيرت والأستاذة لي آن ويلر، وتعمل الأستاذة إليزا كاميسيولي محررة مراجعة الكتب والأستاذة بينيتاروث مساعدة رئيس التحرير. وفي عام 2010، تحول فريق التحرير ببينغهامتون إلى طرح التقارير ومراجعة الأقران عبر الإنترنت من خلال قاعدة البيانات سكولار وان.

## وصلات خارجية
- Official website نسخة محفوظة 5 مايو 2019 على موقع واي باك مشين.
- Journal of Women’s History on the JHU Press website
- Journal of Women’s History at Project MUSE